# Adam Schroeter
Adam Schroeter (ur. ok. 1525 w Żytawie, zm. ok. 1572, przypuszczalnie w Kieżmarku) – śląski poeta.

## Życiorys
Odebrał staranną edukację domową, obejmującą języki klasyczne i literaturę starożytną. W 1547 studiował na Viadrinie we Frankfurcie nad Odrą, potem na uniwersytetach praskim (w elegii X dziękował Krzysztofowi Cetwizowi za pomoc, która mu to umożliwiła) i padewskim, następnie osiadł w Krakowie, gdzie w 1552 przez krótki czas studiował na Uniwersytecie Krakowskim. Podczas pobytu w tym mieście zwiedził kopalnię soli w Wieliczce, po czym opisał zjazd do kopalni, jej wygląd i pracę górników w poemacie Salinarum Vieliciensium descriptio... napisanym po łacinie i opublikowanym w 1553 r. w Krakowie, a następnie kilkakrotnie wznawianym. Poemat ten powstał na zamówienie sekretarza królewskiego i żupnika krakowskiego Hieronima Bużeńskiego. W następnym roku (lub w 1554) wyjechał na dwór swego nowego mecenasa, Olbrachta Łaskiego do Kieżmarku, gdzie na polecenie Łaskiego urządził laboratorium alchemiczne, w którym przez kilkanaście lat prowadził badania. Zainteresowany pracami Paracelsusa, podróżował na Węgry i być może do Niemiec, by zdobyć egzemplarze jego dzieł, których tłumaczenia, za zachętą i przy finansowaniu Łaskiego, wydał w Krakowie w 1569.
Tworzył po łacinie, głównie panegiryki, elegie i epigramy (przeważnie o treści historycznej), przełożył też z niemieckiego na łacinę parę prac Paracelsusa.

## Wybrane publikacje Schroetera
- Elegiam liber unus. Item epigrammatum liber unus. Kraków: Łazarz Andrysowicz.
- De natali Jesu Christi Salvatoris nostri, carmen saphicum. Kraków.
- Salinarum Vieliciensium jucunda et vera descriptio. Kraków: Łazarz Andrysowicz, 1553. Przedrukowany jako Regni Poloniae salinarum Vielicensium descriptio... Maciej Wirzbięta, 1564, ponadto polskie tłumaczenie Feliksa Piestraka: Opis salin wielickich... Wyd. Tow. Górniczego w Krakowie, 1901.
- Solium caesareum. Quatuor virtutibus, nempe, justitia, prudentia, fortitudine, et temperantia, fulcitum. In honorem Romanorum imperatoris, divi Ferdinandi, primi, patriae patris augustissimi. Per Adamum Schröterum Silesium. Wiedeń: Johann II Singriener, 1558.
- Psalmus XCI in honorem Alberti a Lasco carmine saphico. Kraków: Łazarz Andrysowicz.
- Paracelsus. Archidoxae Philippi Theophrasti Paracels ... ac Mysteriorum naturae scratoris et Artificis absolutissimi Libri X. Tłumaczenie na łacinę Adam Schröter. Kraków: Maciej Wirzbięta, 1569.
- Paracelsus. De Praeparationibus P. Theophrasti Paracelsi... Libri duo. Cura et industria, summaque fide et integrate ab Adamo Schrötero... Tłumaczenie z łaciny przez Adama Schrötera. Kraków: Maciej Wirzbięta, 1569.
- De fluvio Memela Lithuaniae carmen elegiacum, 1553